# Gustav Hirschfeld

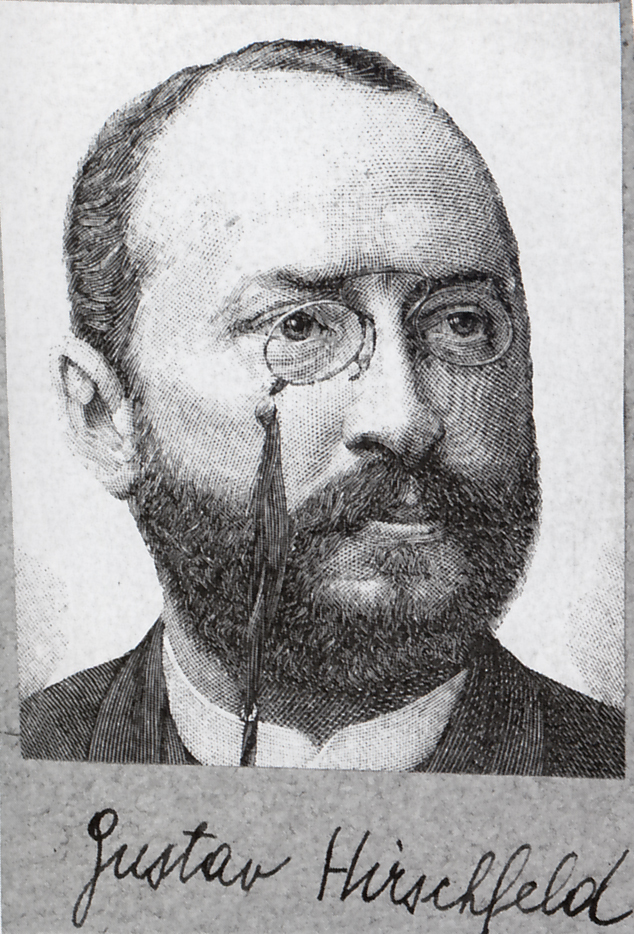
Gustav Hirschfeld

Paul Oscar Gustav Hirschfeld (* 4. November 1847 in Pyritz, Provinz Pommern; † 20. April 1895 in Wiesbaden) war ein deutscher Klassischer Archäologe. Während seines Studiums schloss er sich eng an Ernst Curtius an, unternahm danach ausgedehnte Bildungsreisen und schließlich eine Expedition in das bis dahin noch weitgehend unerforschte Innere Kleinasiens. Als erster Leiter der deutschen Ausgrabungen in Olympia (1875–1878) und als Professor für Archäologie in Königsberg (1878–1895) setzte er seine Karriere fort, verstarb aber schon früh im Alter von 47 Jahren. Hirschfeld zählt als Forscher und akademischer Lehrer zu den bedeutendsten Archäologen des späten 19. Jahrhunderts. Seine Schriften brachten neue Erkenntnisse in der Vasenmalerei, der Topografie insbesondere Griechenlands und Kleinasiens und der historischen Geografie.

## Leben

### Herkunft und Studium
Der Sohn des jüdischen Kaufmanns Hirsch Hermann Hirschfeld (1810–1880) und seiner Frau Henriette geborene Stargardt (1821–1883), besuchte nach einigen Jahren Privatunterricht ab 1859 das Gymnasium in Pyritz. Nach der Reifeprüfung bezog er im Herbst 1865 die Berliner Universität, um Klassische Archäologie und Philologie zu studieren. Nach zwei Semestern wechselte er nach Tübingen. Seine Neigung zur Archäologie entwickelte sich stetig während des Studiums: In Berlin und Tübingen besuchte er neben philologischen Veranstaltungen die Vorlesungen der Archäologen Karl Friederichs und Adolf Michaelis. 1867 wechselte er für ein Jahr nach Leipzig. Hier besuchte er zwar auch die Lehrveranstaltungen des Sprachwissenschaftlers Georg Curtius und des Textkritikers Friedrich Ritschl, aber besonders gefesselt war er von den Vorlesungen des Archäologen Johannes Overbeck. Nach einem Jahr kehrte Hirschfeld nach Berlin zurück, wo er sich eng an Ernst Curtius anschloss, der seine wissenschaftliche Laufbahn später maßgeblich beeinflusste.
In einem Nachruf auf seinen Schüler schrieb der 80-jährige Curtius: „Von Anfang an zog er eine Aufmerksamkeit in besonderem Grade auf sich; denn ich erinnere mich keines Zuhörers, mit dem während seiner Studienzeit eine persönliche Umwandlung wie bei ihm vor sich gegangen ist.“ Hirschfeld nutzte nach Curtius’ Urteil anfangs seine rasche Auffassungsgabe und Gewandtheit im Ausdruck dazu, Forschungsergebnisse rasch und ohne gründliche Durchsicht zu präsentieren. Aber während seines letzten Berliner Studienjahres ging eine grundlegende Veränderung mit ihm vor. Seine Dissertation De titulis statuariorum sculptorumque Graecorum capita duo priora („Zwei erste Kapitel über die Inschriften der griechischen Bildhauer und Steinmetze“), mit der er 1870 promoviert wurde, wurde vom Lehrer postum gewürdigt als „ein gelehrtes Buch, in welchem die Inschriften … in lehrreicher Uebersicht zusammengestellt wurden. Er zeigt, wie wohl er es verstehe, aus dem Einzelnen und Kleinen in das Große und Ganze überzugehen …“

### Wanderjahre
Nach dem Studium unternahm Gustav Hirschfeld von 1871 bis 1872 als Reisestipendiat des Deutschen Archäologischen Instituts eine Studienreise in den Mittelmeerraum, die ihn von Bologna über Ravenna nach Athen, in die Attika und auf die Peloponnes, von dort über die ägäischen Inseln bis nach Konstantinopel führte. Dort traf er im August 1871 wieder mit seinem Universitätslehrer Ernst Curtius zusammen, der zu dieser Zeit mit Karl Bernhard Stark, Friedrich Adler und Heinrich Gelzer im Rahmen einer preußischen Gesandtschaft die kleinasiatische Küste untersuchte.  In den Wochen, die Hirschfeld bei der Gesandtschaft verbrachte, erwachte sein Interesse an der Topografie Kleinasiens, die fortan ein Schwerpunkt seiner wissenschaftlichen Arbeit war. 
Das folgende Jahr verbrachte er wieder in Italien (Rom, Unteritalien und Sizilien) und Griechenland (Nordgriechenland, Peloponnes), wo er sich mit archäologischen Studien beschäftigte. Gustav Hirschfeld eignete sich das Neugriechische und Türkische rasch an und pflegte herzliche Kontakte mit den Landsleuten. Er fühlte sich in Griechenland so heimisch, dass er sogar die Einrichtung eines Instituts und einer Zeitschrift für die griechischen archäologischen Studien plante; dazu kam es jedoch nicht.
Im Sommer 1873 kehrte Hirschfeld nach Deutschland zurück. Schon während der Reise hatte er zahlreiche Aufsätze und kleine Schriften über seine Forschungen veröffentlicht, darunter einen Brief an Alexander Conze über die Vasen vom Kerameikos. 1873 erschien seine Monografie Topographischer Versuch über die Peiraieusstadt. Im selben Jahr reiste er noch für einige Wochen nach London, um die dortigen Sammlungen zu studieren.

### Erste Kleinasien-Expedition

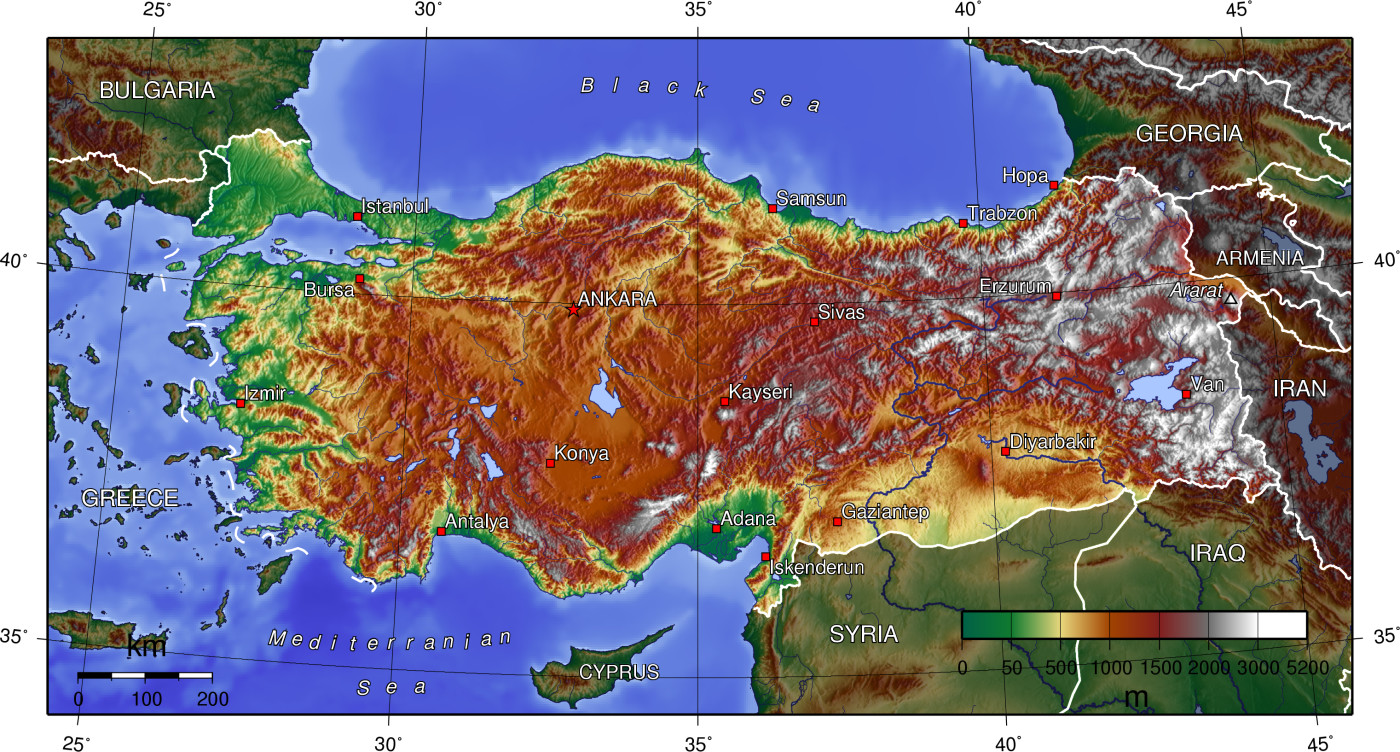
Topografie Kleinasiens

Seit den Wanderungen durch Kleinasien mit der preußischen Gesandtschaft war es Hirschfelds Traum, die antiken Städte in dieser Region zu erforschen. Ernst Curtius nutzte darum seinen Einfluss, um ihn gemeinsam mit dem Baumeister Hermann Eggert im Auftrag der Preußischen Akademie der Wissenschaften zu Forschungszwecken ins südwestliche Kleinasien zu senden. Die Reise führte von Antalya über Termessos nach Pamphylien und von dort über Side durch das Melastal in die kaum erforschte anatolische Hochebene. Hier zogen Hirschfeld und Eggert über das westliche Ufer des Beyşehir-Sees und den Berg Anamar ans südliche Ufer des Eğirdir-Sees, von dort aus über Kremna nach Isparta, wo sie sich trennten. Eggert zog durch das Tal des Mäander nach Aydın, Hirschfeld durch Pisidien zur Stätte Apameia Kibotos, die er sorgfältig aufnahm, und weiter südöstlich zum Grenzgebirge zwischen Lykien und Karien. Er überschritt das Gebirge auf einem bis dahin unbekannten Pass und besuchte die verschollenen Stätten Aphrodisias, Stratonikeia, Lagina und Alabanda, ehe er in Aydın wieder zu Eggert stieß. Nach dieser Expedition unternahmen beide noch kurze Ausflüge an die Westküste Kleinasiens und zur Insel Teos, von denen sie wertvolle Untersuchungsergebnisse mitbrachten.

### Grabungsleiter in Olympia

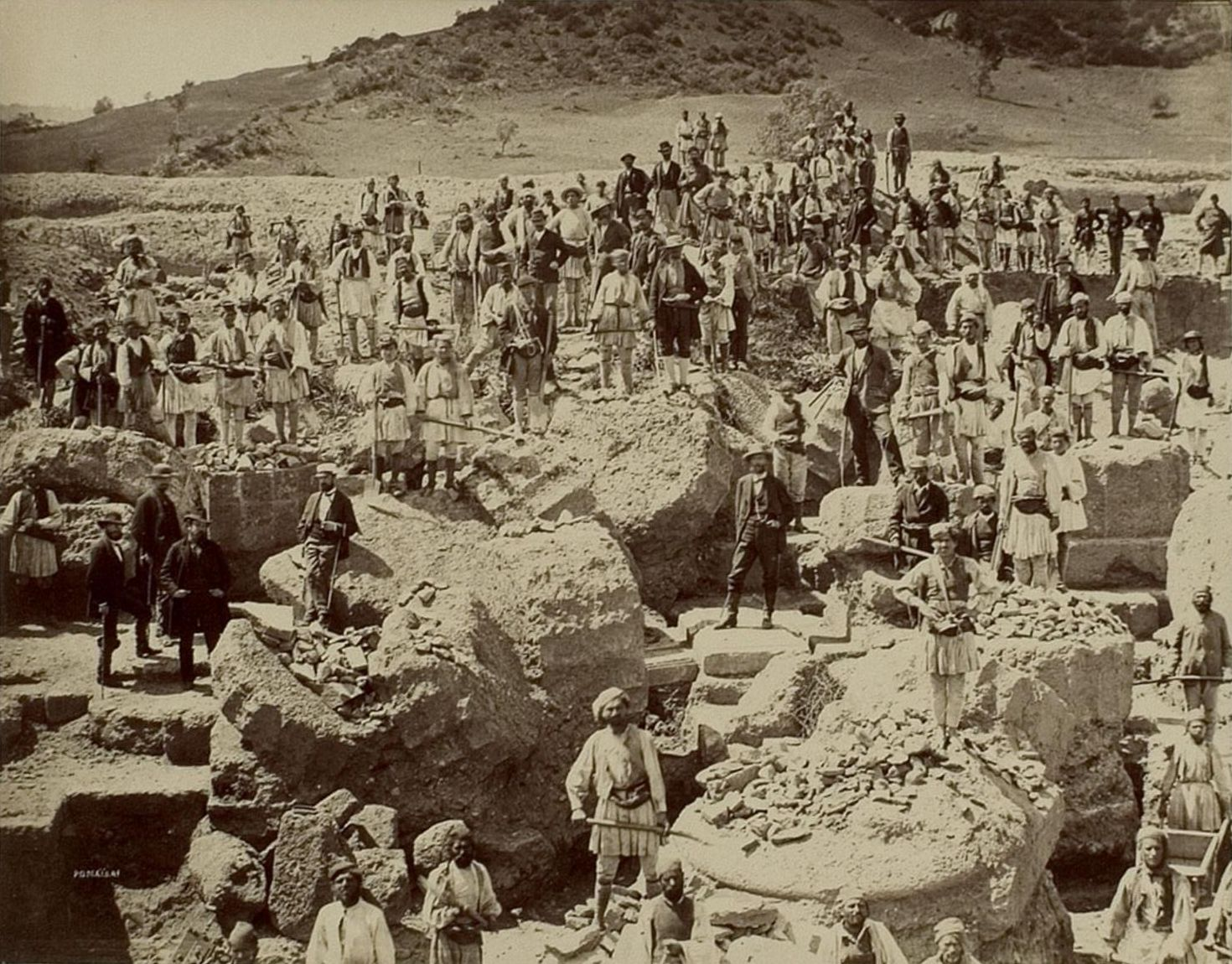
Fotografie der Ausgrabungsstätte am Zeustempel in Olympia während der ersten Grabungskampagne, 1875/1876, mit den Arbeitern

Hirschfelds und Eggerts Expedition war für die Wissenschaft von großer Bedeutung. Sie waren die ersten Wissenschaftler, die diese Landstriche besuchten; besonders Hirschfelds Aufzeichnungen bildeten die Grundlage für die folgenden Forschungsunternehmen in Kleinasien. Darum ernannte das Deutsche Reich ihn zum Leiter der Ausgrabungen in Olympia, die unter der Federführung Curtius’ mit der griechischen Regierung verhandelt worden waren, nachdem zuvor Engländer und Franzosen die Stätte bereits punktuell archäologisch untersucht hatten. Hirschfeld tat selbst am 4. Oktober 1875 den ersten Spatenstich der bis heute erfolgreich fortgesetzten deutschen Untersuchungen Olympias. Seine Gattin Margarethe, die 1876 geheiratet hatte, begleitete ihn auf die zweite Grabungskampagne im Winter 1876/1877.
Während der zwei Kampagnen wurden unter Hirschfelds Leitung die wichtigsten topografischen Fixpunkte in der Altis, dem Tempelbezirk in Olympia, festgelegt, der bereits von den Franzosen zum Teil ausgegrabene Zeustempel wurde ganz, der neu entdeckte Heratempel teilweise freigelegt. Die von Hirschfeld geleiteten Grabungen förderten zahlreiche bedeutende Kunstwerke zutage, darunter die Giebelfiguren des Zeustempels, die Nike des Paionios und den Hermes des Praxiteles.

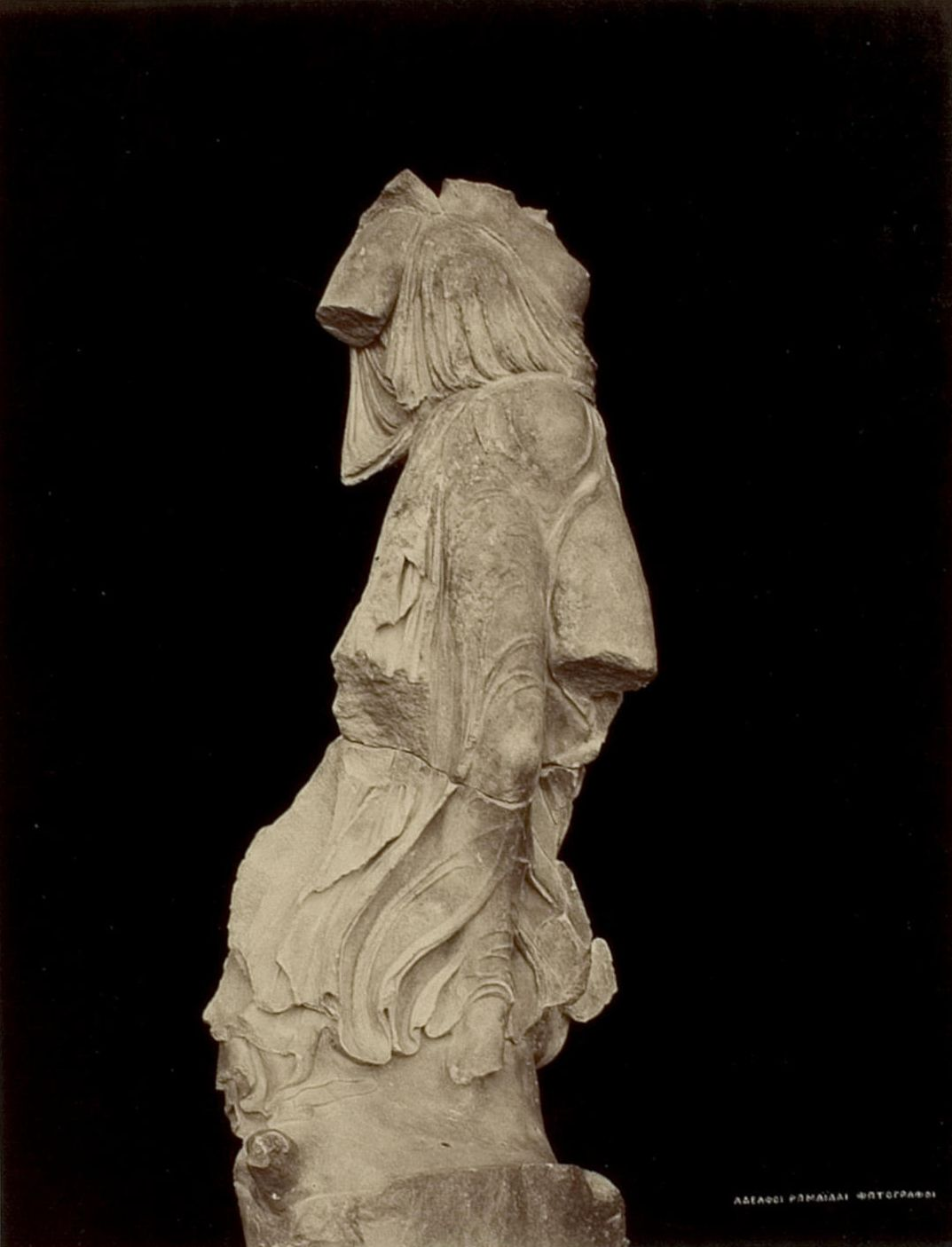
Nike des Paionios; der Kopf wurde erst 1879 gefunden
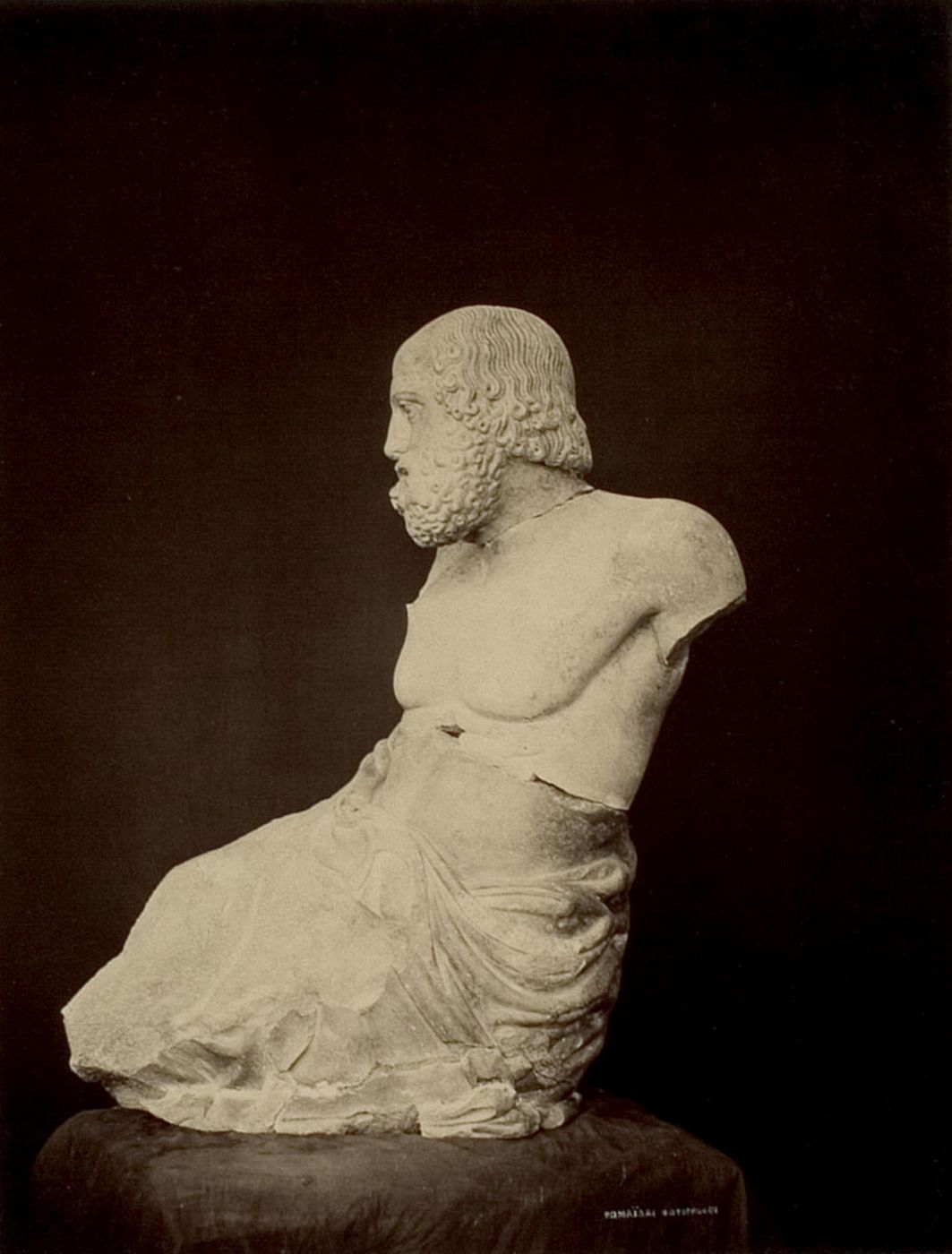
Sitzender Mann aus dem Ostgiebel des Zeustempels
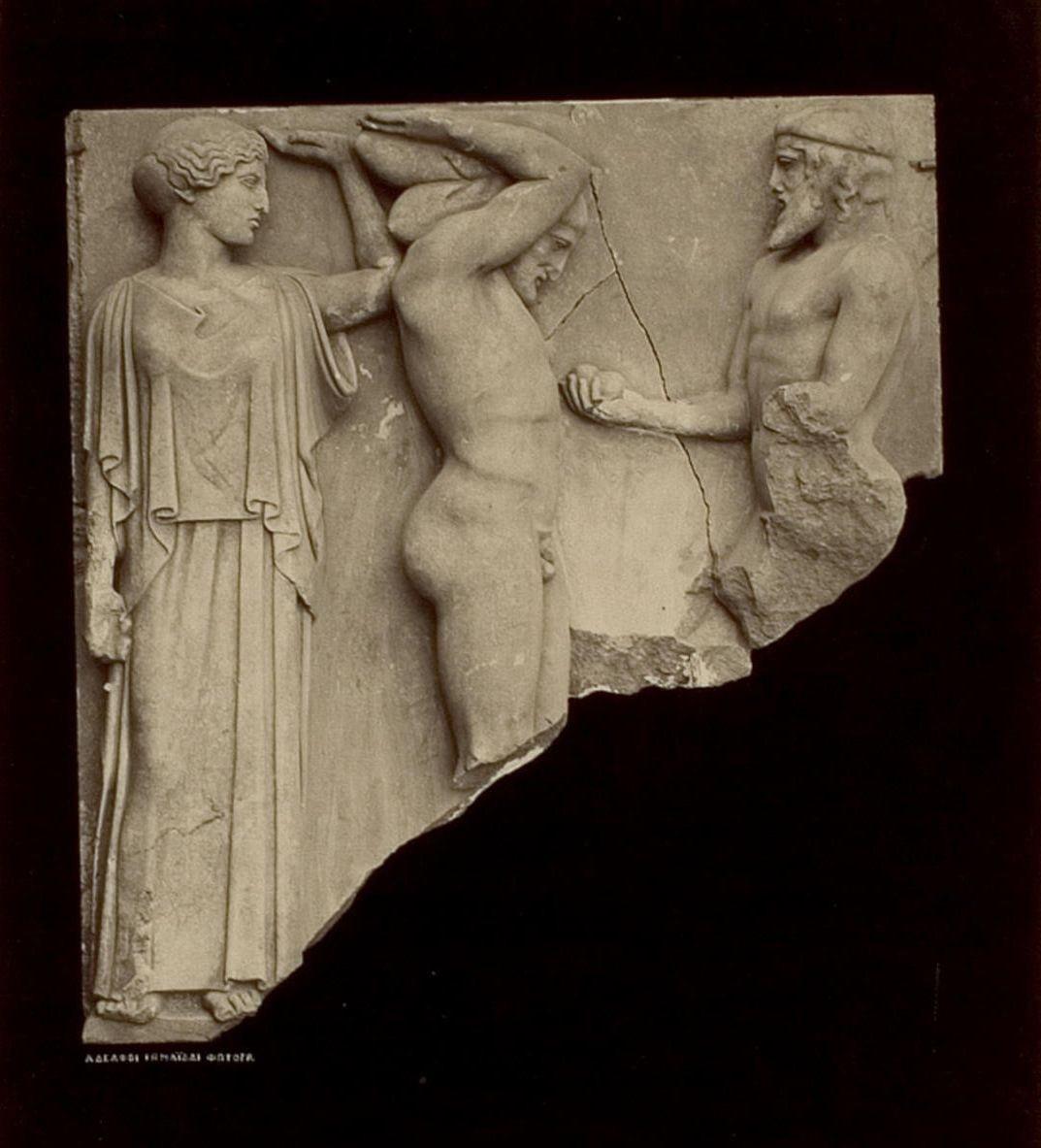
Atlas bringt Herakles die Äpfel der Hesperiden, Metope des Zeustempels
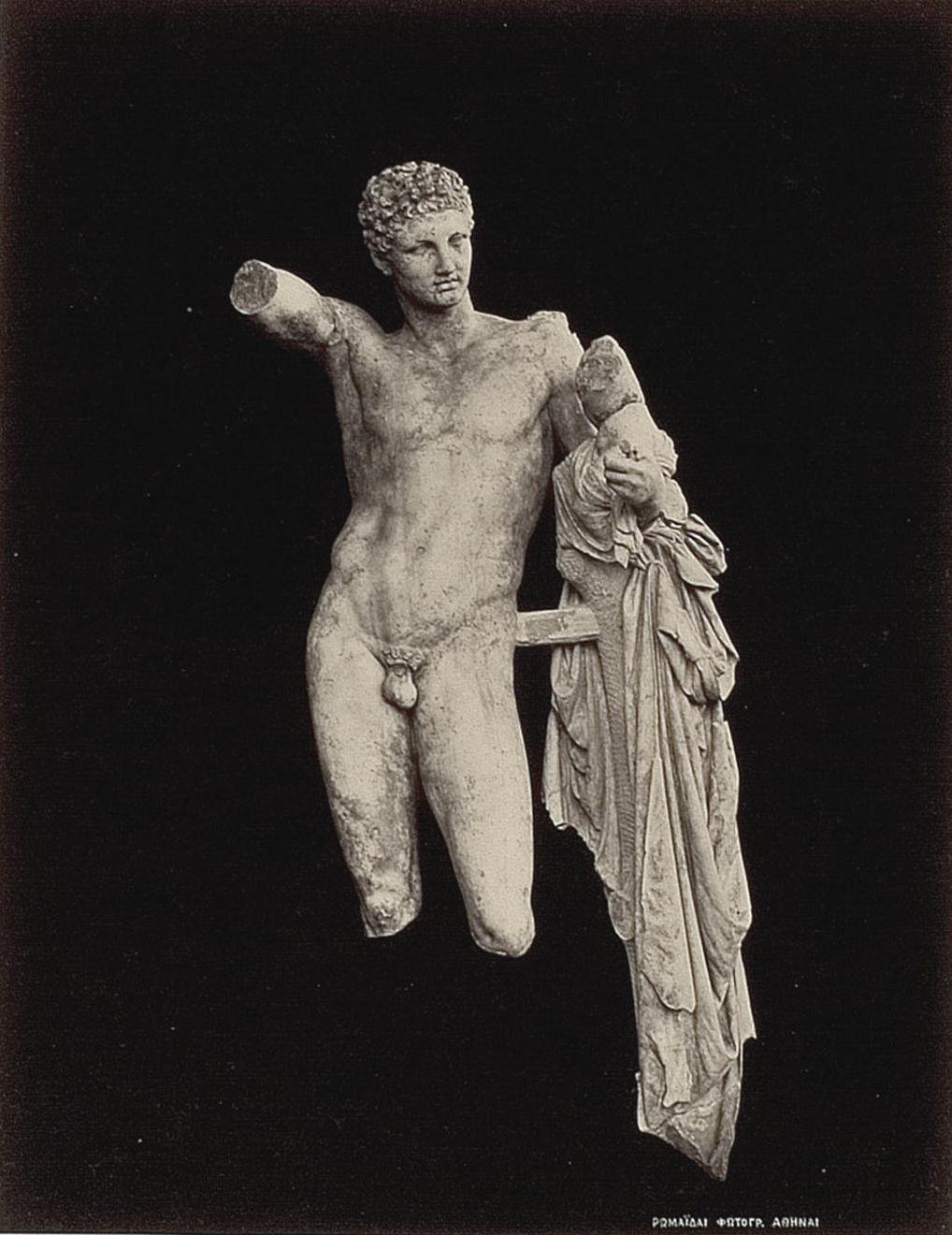
Hermes des Praxiteles, Fundzustand 1878

Nach dem Abschluss der zweiten Kampagne trat Hirschfeld gemeinsam mit einigen Kollegen von seiner Stelle zurück, da über die Art der Fortführung der Arbeiten in der Berliner Zentraldirektion Differenzen aufgekommen waren. Diesen Abschnitt seiner Biografie übergeht sein Mentor Curtius in seinem Nachruf mit den Worten: „Er durfte nicht zu lange auf der einsamen Warte weilen. Nachdem sein Blick sich lange auf engen Raum beschränkt hatte, war es ihm für die Vollendung seiner wissenschaftlichen Ausbildung ein Bedürfniß, die europäischen Sammlungen zu studiren.“ Zum Nachfolger Hirschfelds in Olympia wurde der Archäologe Georg Treu herangezogen.
Hirschfeld hielt sich kurz in Berlin auf und ging dann für längere Zeit nach London (Herbst 1877 und Januar bis März 1878), wo er mit dem Archäologen Charles Thomas Newton zusammenarbeitete. Auch in Paris blieb er einige Monate, ehe er nach Deutschland zurückkehrte.

### Professor in Königsberg

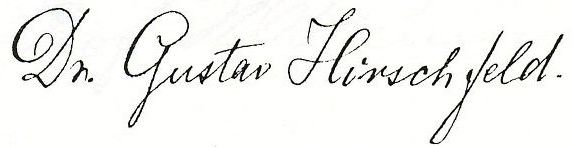
Unterschrift von Gustav Hirschfeld

Nach seinen Forschungsreisen ging Hirschfeld an die Universität Leipzig, um sich zu habilitieren. In dieser Zeit (1877) ließ er sich auch taufen, nach Ansicht von Rühl nicht um seine Karriere voranzutreiben, sondern aus langjähriger innerer Überzeugung. Eine akademische Karriere war im Deutschland dieser Zeit allerdings erst nach dem Übertritt vom Judentum zum Christentum möglich, damit war dieser Schritt für die weitere Karriere von essenzieller Bedeutung. Aber schon Ostern 1878, noch vor Abschluss des Habilitationsverfahrens, wurde er als außerordentlicher Professor für Archäologie an die Universität Königsberg berufen; sein dortiger Vorgänger Hugo Blümner war nach Zürich gewechselt. In Königsberg entfaltete Hirschfeld eine umfassende Lehrtätigkeit; deshalb wurde seine außerordentliche Professur nach zwei Jahren in eine ordentliche Professur umgewandelt. Seine Vorlesungen über Kunstarchäologie, Numismatik, griechische Epigraphik und besonders über Geografie und Topografie von Griechenland und Kleinasien zogen viele Studenten an. 
Gustav Hirschfeld beteiligte sich rege am wissenschaftlichen Betrieb Königsbergs. 1882 war er ein Gründungsmitglied der Königsberger Geographischen Gesellschaft, die von Karl Zöppritz ins Leben gerufen wurde. Nach dem Tode des Gründers und Vorsitzenden, auf den Hirschfeld eine Gedächtnisrede hielt, wurde er zu seinem Nachfolger gewählt.
Die enge räumliche Situation an der Königsberger Universität und die Mangelhaftigkeit der dortigen Sammlungen und Bibliotheken beeinträchtigten seine Tätigkeit. Darum unternahm er häufig Forschungsreisen: 1880 nach Italien und Griechenland, wo er auch seine alte Grabungsstätte Olympia besuchte, von Juli bis Oktober 1882 mit Unterstützung der Berliner Akademie der Wissenschaften und der preußischen Regierung nach Kleinasien: Diesmal bereiste er die Nordküste, die Landschaften Paphlagonien, Phrygien und Galatien, die damals noch weitgehend unerforscht waren. Er schloss seine Reise nach mehr als 1500 Kilometern in Samsun ab und kehrte nach einem Abstecher nach Trapezunt nach Konstantinopel zurück. Auch auf dieser Expedition machte Hirschfeld wertvolle Funde: Er entdeckte zahlreiche Felsengräber und Skulpturen aus der Frühzeit Kleinasiens, die ihm Forschungsmaterial für viele Jahre boten. Es war seine letzte große Entdeckungsreise. In den folgenden Jahren reiste er zu Forschungszwecken nach St. Petersburg, Paris, mehrmals nach London, im Sommer 1888 durch Spanien, 1889 noch einmal nach Griechenland und Konstantinopel.
In den folgenden Jahren war Hirschfelds Arbeit von einem Sarkom am Becken beeinträchtigt, das 1891 festgestellt und 1893 für unheilbar befunden wurde. Er trat dennoch nicht von seiner Professur zurück und führte auch seine Publikationstätigkeit unermüdlich weiter. Eine Reise nach New York, wo ein neues Heilverfahren erprobt wurde, brachte keine Besserung seines Zustands. Die folgenden Monate verbrachte Hirschfeld auf Erholungsreisen in der Schweiz und schließlich in Wiesbaden, wo er am 20. April 1895 im Alter von nur 47 Jahren starb.

## Familie
Gustav Hirschfeld war mit Margarethe Bredschneider (1854–nach 1923) seit dem 15. Juli 1876 in Berlin verheiratet.

Sie hatten einen Sohn Werner Hirschfeld (* 28. Februar 1882 in Königsberg), der Kunsthistoriker wurde. Er promovierte 1911 in Halle an der Saale und war anschließend von Oktober 1911 bis Juni 1912 Volontär am dortigen städtischen Museum für Kunst und Kunstgewerbe. Im Juli 1912 wechselte er an die Kestner-Gesellschaft in Hannover. Werner Hirschfeld fiel 1914 im Ersten Weltkrieg.
Der bekannte Bildhauer Georg Kolbe hat 1915 eine Porträtbüste aus dem Gedächtnis geschaffen, die erhalten ist.

## Leistungen

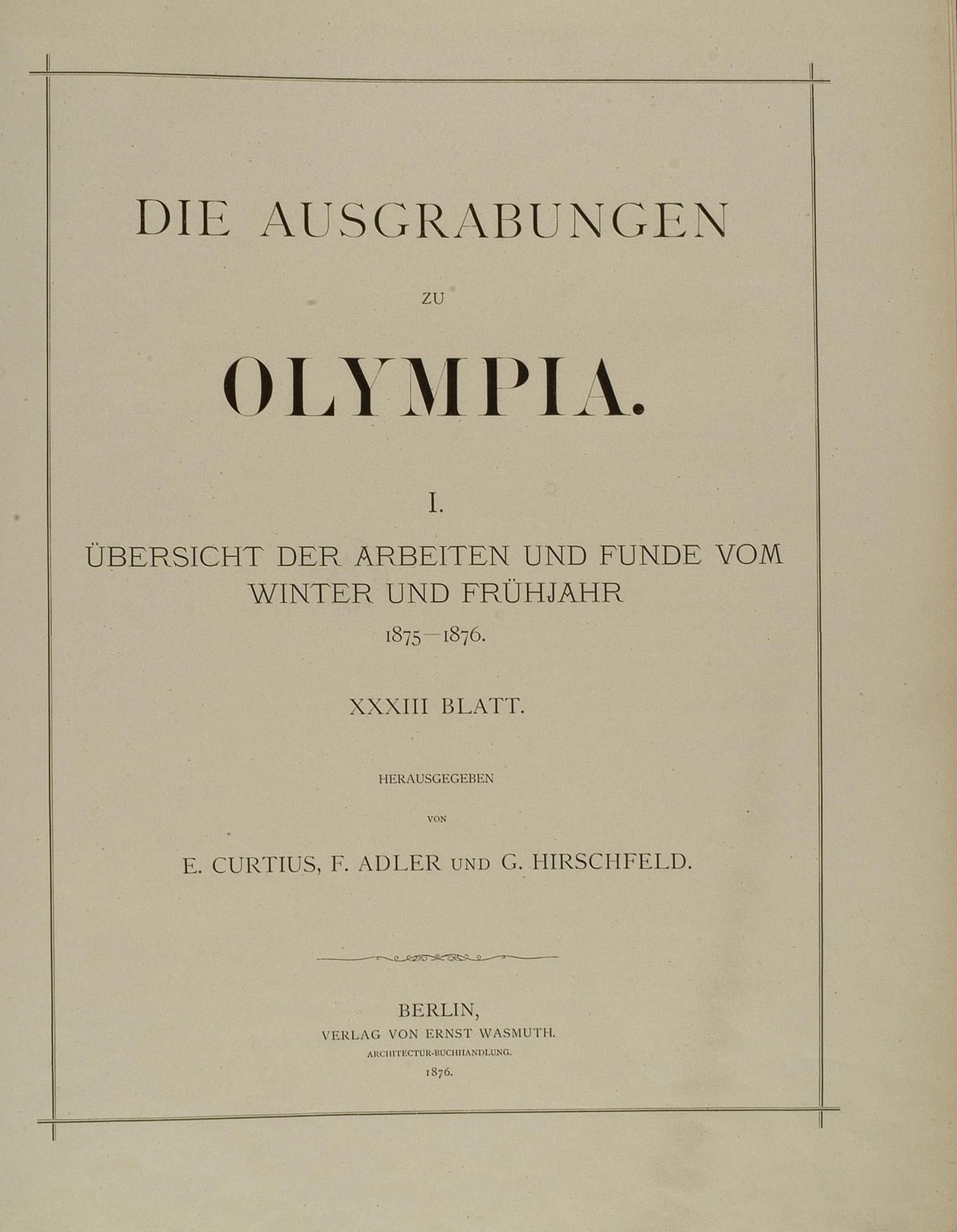
Titelblatt des ersten Bandes der Grabungsberichte von Olympia

Gustav Hirschfeld hat auf vielen Gebieten der Archäologie wichtige Leistungen vollbracht. Seine Forschungs- und Publikationstätigkeit über die Topografie Kleinasiens und Griechenlands gilt als Meilenstein der Forschung. In Olympia förderten seine Grabungen einmalige Kunstschätze ans Tageslicht. Durch seinen frühen Tod war es ihm nicht möglich, seine Forschungen in einer großen, zusammenhängenden Publikation zu präsentieren, aber seine Arbeit brach die Bahn für viele topografische und archäologische Arbeiten. Sein Mentor Ernst Curtius urteilte über Hirschfelds Lebenswerk: „Unvollendet bleibt die Lebensarbeit aller Sterblichen, die seinige war es in besonderem Grade. Aber sie war in sich eins und bleibt unvergessen. Energischer und lebendiger als einer seiner Zeitgenossen, hat er als Forscher die Aufgabe unserer Zeit erfaßt, die Alterthumswissenschaft von dem zufälligen Maße literarischer Ueberlieferung unabhängig zu machen und im Boden des Landes mit seinen Denkmälern das gesammte Leben der Menschen zu erforschen.“
Hirschfeld beschäftigte sich in seinen Publikationen und Lehrveranstaltungen mit allen Bereichen der Archäologie und ihrer Nachbarfächer. In der Forschung zur griechischen Vasenmalerei verewigte er sich bereits 1872, als er in einem Brief an Alexander Conze einen im Kerameikos gefundenen spätgeometrischen Krater publizierte (heute im Archäologischen Nationalmuseum Athen, Nr. 990). Der Maler dieser Vase ist seither unter dem Notnamen Hirschfeld-Maler, die Vase als Hirschfeld-Krater bekannt.
Hirschfelds topografische Forschungen und Publikationen, die in der Tradition Carl Ritters standen, verhalfen der historischen Geografie zu neuem Ansehen gegenüber der naturwissenschaftlichen, insbesondere der physischen Geografie. In einer Zeit, da das Interesse an Entdeckungsreisen auf das innere Afrika, Zentralasien und Australien gerichtet war, suchte Hirschfeld die weitgehend unerforschten Stätten der griechischen Antike neu zu entdecken. „An den geschichtsreichen Ländern der alten Kultur war das Interesse der modernen Geographen gering, ist es zum Theil noch heute. Gewiß erscheint gegenüber den uns Modernen erschlossenen Welträumen die Welt der Alten … beschränkt im Umfang, ungleich ärmer an großen Gegensätzen … Aber ersetzt sie nicht das, was ihr an Raum abgeht, … durch ihre Entwicklung in der Zeit?“ Hirschfeld sah die Aufgabe der wissenschaftlichen Geografie darin, den Menschen und seine Geschichte verstehen zu lernen.
Auch mit systematischen Untersuchungen beschäftigte sich Hirschfeld. In der Festschrift für Ernst Curtius zum 70. Geburtstag erschien 1884 seine Schrift Typologie der griechischen Ansiedlungen, deren Ausführungen er 1890 in dem Aufsatz Die Entwicklung des Stadtbildes weiterentwickelte.
Als Bewunderer des Feldherrn und Reisenden Helmuth von Moltke gab Hirschfeld dessen Briefe aus der Türkei aus den Jahren 1835 bis 1839 heraus (Gesammelte Schriften, Band 8, Berlin 1893). Für ihn war „das Wunderbare in diesen Schilderungen, daß sie zwei Seiten vereinigen, die sonst unvereinbar erscheinen, die treuste Spiegelung der Außenwelt und zugleich den wärmsten innern Antheil.“

## Schriften (Auswahl)
- Tituli statuariorum sculptorumque Graecorum cum prolegomenis, Berlin 1871
- Athena und Marsyas, Programm zum Winckelmannsfeste der Archäologischen Gesellschaft zu Berlin 32, Berlin 1872
- Über Kelainai-Apameia Kibotos, Berlin 1875
- Bericht über die Ergebnisse einer Bereisung Paphlagoniens, Berlin 1882
- Paphlagonische Felsengräber. Ein Beitrag zur Kunstgeschichte Kleinasiens, Berlin 1885
- Die Felsenreliefs in Kleinasien und das Volk der Hittiter. Zweiter Beitrag zur Kunstgeschichte Kleinasiens, Berlin 1887
- Über die griechischen Grabschriften, welche Geldstrafen anordnen, in: Königsberger Studien 1, 1887, S. 83–144
- Inschriften aus dem Norden Kleinasiens, besonders aus Bithynien und Paphlagonien, Berlin 1888
- The collection of ancient Greek inscriptions in the British Museum, 4, 1: Knidos, Halikarnassos and Branchida, Oxford 1893
- Aus dem Orient, Berlin 1897